# Carry-On-Filmreihe
Die Carry-On-Filmreihe ist eine 30-teilige Reihe von britischen Filmkomödien, die zwischen 1958 und 1978 (mit einem Nachzügler von 1992) unter der Regie von Gerald Thomas entstanden ist. Im deutschsprachigen Raum sind sie am ehesten unter dem Sammeltitel Ist ja irre bekannt.

## Beschreibung
Die Carry-On-Filme sind eine Mischung aus Klamotte, Komödie und Parodie in der Tradition des britischen Vaudeville- bzw. Music-Hall-Theaters. Sie gelten als Klassiker der britischen Filmkomödie (Britcom) vor allem der 1960er und frühen 1970er Jahre. Die Filme wurden zunächst von Anglo-Amalgamated Productions produziert, später von The Rank Organisation. Gedreht wurden sie in den berühmten Pinewood Studios.
Markenzeichen der Reihe waren zum einen die immer wieder auftretenden Stars (allen voran Sidney James, Kenneth Williams, Charles Hawtrey und Joan Sims), zum anderen die Parodierung diverser Filmgenres (Sandalenfilme bei Cäsar liebt Kleopatra, Hammer-Horrorfilme bei Alarm im Gruselschloß oder Western bei Der dreiste Cowboy). In der Anfangszeit der Serie sowie später in Ein Streik kommt selten allein waren es noch verschiedene Berufsgruppen gewesen, die aufs Korn genommen wurden (Soldaten, Ärzte, Lehrer, Polizisten, Seeleute, Taxifahrer).
In ihrer Gesamtheit waren die Carry-On-Filme bis in die frühen 1970er Jahre die größten kommerziellen Erfolge des britischen Kinos; einige Teile der Serie führten die Box-Office-Wertung der jeweiligen Jahre an. Der kommerziell erfolgreichste Film war 41 Grad Liebe (1959), der sogar ein Hit in den USA wurde. Mit den Schauspielern wurde der finanzielle Erfolg allerdings nicht geteilt. 
Die Darsteller beklagten sich seinerzeit zunehmend über mangelhafte Entlohnung, blieben der Serie aus Prinzip aber treu. Dazu gibt es eine relativierende Aussage des Produzenten Peter Rogers, der behauptete er habe grundsätzlich genau die Summe gezahlt, die von den jeweiligen Agenten der Schauspieler verlangt worden seien. Hätten sie mehr verlangt, hätte er auch mehr gezahlt, denn es sei ja nicht sein Geld gewesen.
Durch den Erfolg beflügelt brachte man ähnliche Filmreihen an den Start. Am erfolgreichsten davon waren die Up-Filme mit Frankie Howerd. Sie gingen in den frühen 1970ern aus einer Fernsehserie hervor, die der langjährige Carry-On-Autor Talbot Rothwell kreiert hatte. Howerd selbst hatte zuvor größere Rollen in zwei Carry-On-Filmen gespielt.
Der kommerzielle Erfolg der Carry-On-Filme hielt sich bis Mitte der 1970er Jahre. Der erste herbe Flop, der nicht einmal seine Kosten einspielte, war 1971 Ein Streik kommt selten allein, der letzte Erfolg an den Kinokassen war Der total verrückte Mumienschreck von 1975. Die Nachfolger Retter der Nation und Mach’ weiter, Emmanuelle fanden kein Publikum, und der Versuch, die Serie nach 14-jähriger Unterbrechung mit Carry On Columbus wiederzubeleben, scheiterte ebenfalls.

## Macher
- Wichtigste treibende Kraft der Carry-On-Filme war der Regisseur Gerald Thomas, der es seinem Bruder, dem Regisseur Ralph Thomas, gleichtun wollte. Dieser hatte Mitte der 1950er Jahre eine langlebige Komödienreihe mit Dirk Bogarde begonnen, die Doktor-Filme, die Bogarde als Medizinstudenten und jungen Arzt über mehrere Stationen begleiteten (bevor er durch Leslie Phillips ersetzt wurde). Etliche Darsteller der Doktor-Reihe traten auch in den Carry-On-Filmen auf und umgekehrt. Gerald Thomas sollte seinen Bruder Ralph mit großem Erfolg überflügeln.
- Drehbuchautor der ersten sechs Carry-On-Filme war Norman Hudis. Seine Drehbücher waren noch recht betulich und standen erkennbar unter dem Einfluss der Ealing-Komödien, die im selben Jahr endeten, in dem die Carry-Ons begannen.
- Der Durchbruch zur Anarchokomödie kam mit Hudis’ Nachfolger Talbot Rothwell, der – auch der Zeit geschuldet – direkter, böser und frivoler wurde. Rothwell blieb der Serie 20 Filme lang treu, und sein Ausstieg beschleunigte ihren Niedergang.
- Produzent aller 30 Filme war Peter Rogers, den man auch Mr Carry On und Father of Carry On nennt.
- Die typischen Filmmusiken schrieb der nicht mit Peter verwandte Eric Rogers, der vom sechsten Film bis zum Schluss dabei war (mit Ausnahme des Spätwerks Carry On Columbus).

## Schauspieler und Figuren

### Die wichtigsten Hauptdarsteller
In Klammern die Anzahl der Auftritte.
- Kenneth Williams (25) nimmt mit 25 Auftritten in der 30-teiligen Serie die Spitzenposition aller Darsteller ein. Die Markenzeichen dieses exaltierten Komikers waren seine nasale Stimme und die typisch aufgeblähten Nasenlöcher. Normalerweise spielte er den dümmlichen Snob, der sich oft in einer Position von Macht oder zumindest Ansehen befindet; die von ihm dargestellten Charaktere pendelten meist taktisch zwischen Arroganz und Katzbuckelei. Seine Partnerin in den Filmen war häufig die nach ihm schmachtende Hattie Jacques, den Gegenpart hatte in aller Regel Sidney James inne. Williams war ein seltenes Beispiel dafür, dass gnadenloses Chargieren durchaus komisch sein kann.
- Joan Sims (24) gilt in Fankreisen als Miss Carry On. Am Anfang spielte sie oft das kleine Dummchen, später wurde sie zur selbstbewussten Frau, zwar eher verklemmt, aber alle Situationen schnell durchschauend. Auch wenn sie oft als Ehefrau oder Freundin von Sid James besetzt wurde, war sie von allen Hauptakteuren wohl am vielseitigsten und wandelbarsten: Ob als feurige Lebefrau oder verhärmtes Mauerblümchen, in komischen oder vergleichsweise „straighten“ Rollen, als junge Frau oder ältere Dame besetzt, vermochte sie fast immer zu überzeugen.
- Charles Hawtrey (23) verkörperte immer wieder den liebenswerten aber dümmlich-tumben Tropf, der viel Einsatz zeigte, aber am Ende wenig zustande brachte. Trotz fröhlichem „Oh, hello!“ und Anfällen von ungestümer Lüsternheit hatte er die etwas melancholische Aura eines Außenseiters, der in seiner ganz eigenen Welt zu leben schien. Seine alkoholisierten Charaktere in Carry On Cowboy und Carry On Abroad waren ein Spiegelbild des tatsächlichen Hawtrey. Vor seiner Carry-On-Zeit hatte er in mehreren Filmen des Komikers Will Hay mitgewirkt.
- Sidney James (19) verkörperte schlicht das pralle Leben. Sein breites Grinsen und sein typisches dreckiges Lachen brachte Anarchie in die Reihe. Seine Spezialität war die Darstellung bodenständiger und lüsterner Charaktere mit Charisma und schlagfertigem Witz, gelegentlich auch mit schurkischem Einschlag (Carry On Cleo, Carry On Cowboy, Carry On Dick). Meist war er Partner von Joan Sims oder Barbara Windsor, gelegentlich auch von Hattie Jaques (Carry On Cabby). Sein Gegenspieler war normalerweise Kenneth Williams; auch privat konnten sich die beiden wichtigsten Säulen der Serie nicht leiden. Vor seiner Carry-On-Zeit hatte James in mehreren Ealing-Komödien gespielt, u. a. neben Alec Guinness.
- Kenneth Connor (17) war in der Anfangszeit der Serie ein ähnlich wichtiger Darsteller wie Kenneth Williams oder Sid James und hinterlässt im Erstling Carry On Sergeant sogar den stärksten Eindruck. Anfangs wurde er vor allem als schüchterner und verklemmter (weil zu klein geratener) Kumpeltyp oder als Nervenbündel besetzt. Nach Carry On Cleo pausierte er für eine halbe Dekade und verkörperte nach seiner Rückkehr zur Serie auch öfters sexhungrige, schmutzige alte Männer. Seine größte Hauptrolle hatte er als aufgeplusterter Hauptmann in Carry On England.
- Peter Butterworth (16) spielte in den Filmen sehr verschiedene Rollen, die er mit seiner typischen Art zu seinen eigenen machte. Sein verlebtes Äußeres und sein treuer Blick machten ihn zunächst zum idealen Prügelknaben, z. B. in Carry On Screaming!. Die unschuldige Fassade konnte aber auch nur Tarnung für ungute Charakterzüge wie z. B. Geldgier sein (Carry On Camping). Am besten war er, wenn er in einer lebensbedrohlichen Situation mehr und mehr außer Fassung geriet, während bzw. weil sein Umfeld der prekären Lage mit völliger Ignoranz begegnete (Carry On Up the Khyber, Carry On Abroad). In einigen Filmen der 70er Jahre hatte er nur Kurzauftritte.
- Hattie Jacques (14) fiel äußerlich durch ihre üppige Körperfülle auf. Sie verkörperte meist die züchtige alte Jungfer, in der ein Vulkan brodelte, der unerwartet zum Ausbruch kommen konnte. Ihre diesbezügliche Paraderolle in insgesamt vier Filmen war die einer Oberschwester. Sie spielte oft mit Sidney James oder Kenneth Williams zusammen, hinter dem sie in den Filmen oft her war, der aber ihre Leidenschaft nicht erwidern wollte. Während ihrer frühen Carry-On-Zeit spielte sie auch erfolgreich in den Komödien von Norman Wisdom.
- Bernard Bresslaw (14) verkörperte meist den starken und etwas tumben Riesen mit dem Herz am rechten Fleck. Mit seinen zwei Metern Körpergröße überragte er die anderen Hauptdarsteller mindestens um eine Haupteslänge. Gags, in denen er sich den Kopf stößt oder mit selbigem ein Zeltdach einreißt, waren so vorprogrammiert. Oft war er der Partner von Barbara Windsor oder Dilys Laye.
- Jim Dale (11) spielte zumeist ungeschickte, begriffsstutzige und liebenswerte Trottel. Er ersetzte in den Filmen der 1960er Jahre eine Zeit lang Kenneth Connor als den romantischen (Anti-)Helden; in Carry On Cleo sind beide Seite an Seite zu sehen. In den 1970ern wirkte Dale in mehreren Disney-Realfilmen mit, bevor er sich 1992 für die Hauptrolle in Carry On Columbus zurückmeldete.
- Barbara Windsor (9) war auf den Part der kleinen blonden Sexbombe abonniert. Oft spielte sie diese Rolle an der Seite des simplen Riesen (Bresslaw) oder des proletenhaften Genussmenschen (Sid James). Ihre geringe Körpergröße sowie ihr ansteckendes albernes Gekicher verliehen ihr etwas Koboldhaftes. In den Filmen der 1970er Jahre zeigte sie mehrfach nackte Haut, was sowohl zur Popularität der Filme, als auch ihrer eigenen nachhaltig beitrug.
- Patsy Rowlands (9) spielte in den Filmen der frühen 70er Jahre meist die verkümmerte, unbedarfte und unbeachtete Ehefrau oder Sekretärin eines der Hauptdarsteller.
- Jack Douglas (8) war in der Endphase der Serie als gutmütiger bebrillter Kumpeltyp besetzt. Er war linkisch und ungeschickt, hatte oft mit Gegenständen zu kämpfen und seine Arme litten in einigen der Filme unter spastischen Zuckungen.
- Terry Scott (7) spielte diverse Typen. Am besten war er in Rollen, die ihm offene oder unterdrückte Aggression abverlangten, so der diensteifrige Sergeant Major in Carry On Up the Khyber oder der unterm Pantoffel stehende Gatte in Carry On Camping.

Anmerkung: Betrachtet man den Kompilationsfilm That’s Carry On! (1977) als zur Serie gehörig, kann man bei Kenneth Williams und Barbara Windsor, die hier als Präsentatoren auftraten, noch jeweils einen Auftritt hinzuaddieren.

### Weitere Darsteller
- Michael Nightingale (13) war zwischen 1961 und 1978 der meistbeschäftigte Nebendarsteller, allerdings oft in Statistenrollen. Der von ihm dargestellte Butler in Follow That Camel war nach ihm selbst benannt.
- Peter Gilmore (11) spielte zwischen 1963 und 1971 diverse oft schillernde kleine Rollen, vor allem den Piratenkapitän in Carry On Jack, Robespierre in Don't Lose Your Head und Franz I. von Frankreich in Carry On Henry. 1992 wurde er für Carry On Columbus abermals verpflichtet.
- Marianne Stone (9) spielte zwischen 1959 und 1975 diverse kleinere Rollen und eine etwas größere als kichernde Toilettenfabrik-Arbeiterin in Carry On at Your Convenience.
- Julian Holloway (8) spielte ab den späten 1960ern diverse Nebenrollen, vor allem Major Shorthouse in Carry On Up the Khyber, als der er bei der berühmten Ess-Szene mitwirkte.
- Cyril Chamberlain (7) spielte Nebenrollen in den Filmen bis 1964, denen er ein einprägsames Gesicht verlieh.
- Valerie Leon (6) spielte ab den späten 1960ern diverse dekorative weibliche Nebenrollen, darunter größere in Carry On Up the Jungle und Carry On Girls.
- Joan Hickson (5) spielte in den frühen Schwarzweiß-Filmen so unterschiedliche Nebenrollen wie die humorlose Oberschwester in Carry On Nurse oder die betrunkene Lady in Carry On Constable. In den frühen 1970er Jahren kehrte sie für zwei Filme zurück, bevor sie in den 1980ern in diversen Fernsehfilmen als Miss Marple reüssierte.
- Bill Maynard (5) spielte Nebenrollen in den Filmen der 1970er Jahre, z. B. einen der vier Gauner in Carry On Matron.
- Leslie Phillips (4) hatte Hauptrollen in den frühen Schwarzweiß-Filmen und kehrte für Carry On Columbus zurück. Wie Charles Hawtrey fiel er durch einen vornehmen Upper-class-Akzent auf (im englischen Original).
- Angela Douglas (4) spielte weibliche Hauptrollen, vor allem Annie Oakley in Carry On Cowboy.
- Jacki Piper (4) spielte in den 1970er Jahren die Art von Rollen wie sie Angela Douglas in den 1960ern gehabt hatte.
- Dilys Laye (4) spielte weibliche Hauptrollen und bildete in Carry On Doctor und Carry On Camping ein gutes Team mit Bernard Bresslaw.
- Liz Fraser (4) spielte weibliche Hauptrollen in den frühen 1960ern und kehrte 1975 für eine kleinere Rolle in Carry On Behind zurück.
- Eric Barker (4) spielte in den frühen Schwarzweiß-Filmen größere Nebenrollen in Gestalt von Cheftypen und Generälen und kehrte 1978 für Carry On Emmannuelle zurück. Zudem steuerte er die Story zu Carry On Cruising bei.
- Jon Pertwee (4) spielte kleinere, aber in Erinnerung bleibende Rollen, z. B. den kurzsichtigen und schwerhörigen Sheriff Earp in Carry On Cowboy. Später wurde er als Doctor Who und Wurzel, die Vogelscheuche bekannt, bevor er 1992 noch einmal in Carry On Columbus auftrat.
- June Whitfield (4) wirkte zuerst in Carry On Nurse und zuletzt in Carry On Columbus mit, vor allem aber Anfang der 1970er Jahre als verkniffene Tugendwächterin in Carry On Abroad und Carry On Girls.
- Esma Cannon (4) wirkte in den frühen 1960er Jahren in kleineren und größeren Rollen mit und stahl in Carry On Cruising die Schau.
- Terence Longdon (4) hatte größere Rollen in den frühen Schwarzweiß-Filmen.
- Bill Owen (4), dito.
- Bernard Cribbins (3) spielte Hauptrollen in Carry On Jack, Carry On Spying und Carry On Columbus. Wie Liz Fraser hatte er Potential, wurde aber wie diese vom Produzenten Peter Rogers gefeuert, nachdem auch er dessen Unmut erregt hatte.
- Kenneth Cope (3) hatte bereits als Statist in Carry On Jack mitgewirkt, bevor er in den frühen 1970ern Hauptrollen in Carry On at Your Convenience und Carry On Matron erhielt.
- Shirley Eaton (3) spielte weibliche Hauptrollen in den ersten beiden Filmen, bevor sie Bond-Girl wurde.
- Frankie Howerd (2) spielte Hauptrollen in Carry On Doctor und Carry On Up the Jungle und hatte für Carry On Columbus unterschrieben, bevor er starb.
- Windsor Davies (2) hatte Mitte der 1970er Jahre als kurzzeitiger Sid-James-Ersatz Hauptrollen in Carry On Behind und Carry On England.
- Richard O’Callaghan (2) hatte Anfang der 1970er Jahre als kurzzeitiger Jim-Dale-Ersatz Hauptrollen in Carry On Loving und Carry On at Your Convenience, jeweils an der Seite von Jacki Piper.

## Filme

### Kinofilme
1. Kopf hoch – Brust raus! (Carry On Sergeant, 1958, sw)
2. 41 Grad Liebe (Carry On Nurse, 1959, sw)
3. Ist ja irre – Lauter liebenswerte Lehrer (Carry On Teacher, 1959, sw)
4. Ist ja irre – Diese strammen Polizisten, auch Uns kann kein krummes Ding erschüttern (Carry On Constable, 1960, sw)
5. Nicht so toll, Süßer (Carry On Regardless, 1961, sw)
6. Ist ja irre – der Schiffskoch ist seekrank (Carry On Cruising, 1962)
7. Ist ja irre – diese müden Taxifahrer, auch Der Krach kommt doch (Carry On Cabby, 1963, sw)
8. Ist ja irre – ’ne abgetakelte Fregatte, auch Held im Hemd (Carry On Jack, auch Carry On Venus, 1963)
9. Ist ja irre – Agenten auf dem Pulverfaß (Carry On Spying, 1964, sw)
10. Ist ja irre – Cäsar liebt Cleopatra, auch Cleo, Liebe und Antike (Carry On Cleo, 1964)
11. Ist ja irre – der dreiste Cowboy, auch Rumpo Kid bittet zum Duell (Carry On Cowboy, 1965)
12. Ist ja irre – Alarm im Gruselschloß (Carry On Screaming!, 1966)
13. Ist ja irre – Nur nicht den Kopf verlieren (Carry On – Don't Lose your Head, 1966)
14. Ist ja irre – In der Wüste fließt kein Wasser (Carry On – Follow that Camel, 1967)
15. Das total verrückte Krankenhaus, auch Machen Sie weiter, Herr Doktor! (Carry On Doctor, 1967)
16. Alles unter Kontrolle – keiner blickt durch (Carry On Up the Khyber, 1968)
17. Das total verrückte Campingparadies (Carry On Camping, 1969)
18. Das total verrückte Irrenhaus, auch Komm wieder, Doktor! (Carry On Again Doctor, 1969)
19. Die total verrückte Königin der Amazonen (Carry On Up the Jungle, 1970)
20. Liebe, Liebe usw. (Carry On Loving, 1970)
21. Heinrichs Bettgeschichten oder Wie der Knoblauch nach England kam (Carry On Henry, 1971)
22. Ein Streik kommt selten allein (Carry On At your Convenience, 1971)
23. Die total verrückte Oberschwester, auch Die total verrückte Krankenschwester (Carry On Matron, 1972)
24. Ein total verrückter Urlaub, (Carry On Abroad, 1972)
25. Mißwahl auf Englisch (Carry On Girls, 1973)
26. Mach’ weiter, Dick!, auch Der total verrückte Straßenräuber (Carry On Dick, 1974)
27. Der total verrückte Mumienschreck, auch Alles geht nach hinten los (Carry On Behind, 1975)
28. Retter der Nation (Carry On England, 1976)
29. Mach’ weiter, Emmanuelle (Carry On Emmannuelle, 1978)
30. Mach’s nochmal, Columbus (Carry On Columbus, 1992)

### Sonstiges
1977 präsentierten Kenneth Williams und Barbara Windsor in der Kinocompilation That’s Carry On die besten Szenen aus den bis dato 28 Folgen der Reihe.
2003 wurde ein neuer Film, Carry On London, angekündigt. Der Film war bis 2008 in der Vorproduktion, bis die Produktion eingestellt wurde. 2009 wurde sie erneut aufgenommen, nun unter dem Arbeitstitel Carry On Bananas. Bis 2010 stand die Finanzierung jedoch noch nicht und der Film bleibt weiter in der Vorproduktion.

### Ungedreht
Im Laufe der Zeit sammelten sich diverse Ideen für weitere Carry-Ons an, zum Teil nahezu drehreif ausgearbeitet:
- What a Carry On… (1961)
- Carry On Smoking (1961)
- Carry On Spaceman (1961)
- Carry On Flying (1962)
- Carry On Again Robin (1965)
- Carry On Again Nurse (1967, 1979, 1988)
- Carry On Escaping (1973)
- Carry On Dallas bzw. Carry On Texas (1980, 1987)
- Carry On Down Under (1981)

### Verwandte Filme
Diese Filme liefen nicht unter dem Label Carry On, sind aber ansonsten kaum von den anderen zu unterscheiden. Regisseur war Gerald Thomas, Produzent Peter Rogers und die Darsteller kamen zum Großteil aus dem Carry-On-Darstellerpool. Mit Ist ja irre – unser Torpedo kommt zurück wird zumindest in Deutschland einer der Filme auch aktiv hinzugerechnet.
- Carry on Admiral (1957)
- Die liebestolle Familie (Please Turn Over, 1959)
- Ist ja irre – unser Torpedo kommt zurück (Watch Your Stern, 1960)
- Skandal in der Wigmore Hall (Raising The Wind, 1961)
- Die eiserne Jungfrau (The Iron Maiden, 1962)
- Krankenschwester auf Rädern (Nurse On Wheels, 1963)
- The Big Job (1965)
- Schütze dieses Haus (Bless This House, 1973)

### Fernsehen
Ab 1969 wurde es für einige Jahre Tradition, dass die Carry-On-Crew für das Fernsehen eine Weihnachtssendung gestaltete:
- Carry On Christmas (1969)
- Carry On Again Christmas (1970)
- Carry On Stuffing (1972)
- Carry On Christmas (1973)
- Carry On Laughing’s Christmas Classics (1983)

Weitere Fernsehfilme:
- What A Carry On! (1973, Doku über die Aufführung von Carry On London)
- Carry On Snogging (1998, Doku über die sexuelle Revolution anhand der Carry-On-Filme)

Fernsehserien:
- Carry On Laughing! (1975)
- mehrere Kompilationsserien (1981, 1983/84, 1993)

Verwandte Serien:
- Our House (1960–62) (nicht unter dem Carry-On-Label vertrieben, jedoch wurden Autor und viele Darsteller sowie die Art der Darstellung aus der Carry-On-Serie übernommen)
- Schütze dieses Haus (Bless This House, 1971–1976) (Basis des gleichnamigen Kinofilms)

### Theater
- Carry On London (1973–1976)
- Carry On Laughing (1976)
- Wot a Carry On in Blackpool (1992)

### Multimedia
Sechs Teile wurden in England in Form von Hörspielen herausgebracht, dazu mehrere Tonträger mit diversen Carry-On-Filmmusiken. Zu sieben Filmen gibt es Romane, und drei Drehbücher wurden zusammen als Buch veröffentlicht. Dazu kommen noch einige Lexika und Bildbände. 
Alle Filme gibt es auch auf Video und DVD. 27 der Filme sowie Unser Torpedo kommt zurück sind mittlerweile auf DVD (Label AmCo movie) mit deutscher und teilweise auch englischer Originaltonspur erhältlich.
2012 wurden die ersten 12 Filme der Reihe auf dem Label Studiocanal in drei Boxen mit je vier DVDs veröffentlicht. Alle Filme enthalten die deutsche (ZDF-Synchronisation) und englische Tonspur sowie deutsche Untertitel. Das Label Alive legte 2016 eine DVD-Ausgabe von Mach’ weiter, Emmanuelle vor.
Somit ist bislang lediglich Carry On Columbus in Deutschland noch nicht auf DVD veröffentlicht worden, wurde aber Mitte der 1990er Jahre auf VHS veröffentlicht.